# 쓰키요시촌
쓰키요시촌(月吉村)은 일본 기후현 도키군에 설치되었던 촌이다. 현재의 미즈나미시의 일부에 해당한다.